# Marco Banchini
Marco Banchini (Vigevano, 23 settembre 1980) è un allenatore di calcio italiano.

## Biografia
È laureato in scienze motorie.

## Caratteristiche tecniche
Le squadre di Banchini sono solitamente disposte con un 3-5-2 o un 3-4-1-2.

## Carriera
Inizia la carriera da tecnico a 20 anni, nelle giovanili del Vigevano, svolgendo anche il ruolo di preparatore atletico. A causa di un grave infortunio al crociato – il terzo in carriera – all'età di 24 anni si ritira dall'attività agonistica. Nel 2011 gli viene affidata la panchina della prima squadra, impegnata nel campionato di Eccellenza, terminando la stagione al settimo posto.
L'8 gennaio 2014 viene annunciato il suo ingresso nello staff tecnico di Roberto Sorrentino, con cui aveva già collaborato in precedenza al Vigevano, tecnico del Teuta, formazione impegnata nel campionato albanese.
Nel 2015 si trasferisce in Oceania, accordandosi con l'Amicale, formazione impegnata nel campionato di Vanuatu. Il 18 aprile 2015 viene eliminato dalla OFC Champions League dopo aver concluso la fase a gironi al secondo posto, mancando l'accesso alle semifinali per la classifica avulsa. A fine stagione vince il campionato e la coppa nazionale.
Il 2 febbraio 2016 viene ingaggiato dal Qormi, nel campionato maltese, firmando un accordo valido fino a giugno. Il 3 marzo rescinde il proprio contratto. Alla base del suo addio ci sarebbero stati i problemi economici in cui versava il club. Dopo una breve parentesi in Albania sulla panchina del Laçi, il 12 dicembre 2016 viene annunciato il suo ingresso nello staff tecnico del Siena, nel ruolo di vice-allenatore alle spalle di Cristiano Scazzola. Il 10 giugno 2017 viene nominato vice-allenatore della Casertana, in collaborazione con il tecnico ligure. Il 1º ottobre 2017 Scazzola e il suo staff vengono sollevati dall'incarico.
Il 27 luglio 2018 viene ingaggiato dal Como, in Serie D. A fine stagione la squadra vince il campionato con 89 punti (record per la categoria), archiviando la promozione in Serie C. Il 1º dicembre 2020 viene sollevato dall'incarico.
Il 24 maggio 2021 firma un biennale con la Vis Pesaro, in Serie C. A fine stagione viene sostituito da David Sassarini. Dopo aver rescisso il contratto con la società marchigiana, l'8 dicembre 2022 viene nominato tecnico del Montevarchi, dal quale però viene esonerato dopo la sconfitta rimediata alla quart'ultima giornata di campionato.
Il 4 ottobre 2023 viene nominato nuovo tecnico dell'Alessandria, in Serie C con al squadra all'ultimo posto. Il 21 novembre seguente, nonostante gli 11 punti conquistati in 8 partite (a fronte dell'unico punto in 6 partite conquistato dalla compagine piemontese in precedenza al suo arrivo), viene esonerato, con la squadra al terz'ultimo posto, dal direttore dell'area tecnica Ninni Corda ma, in seguito all'allontanamento di quest'ultimo e del nuovo allenatore, l'ex sindaco di Amatrice Sergio Pirozzi, viene richiamato il 28 dicembre, con i grigi nel frattempo tornati in coda alla classifica, in virtù dei soli 2 punti guadagnati nelle 5 partite successive all'allontanamento del tecnico di Vigevano. Tuttavia, in seguito al suo ritorno, non riesce a risollevare le sorti della squadra e viene nuovamente esonerato il 17 marzo 2024 con i grigi all'ultimo posto in classifica.

## Statistiche

### Statistiche da allenatore
Statistiche aggiornate al 17 marzo 2024. In grassetto le competizioni vinte.
| Stagione            | Squadra         | Campionato      | Campionato | Campionato | Campionato | Campionato | Coppe nazionali | Coppe nazionali | Coppe nazionali | Coppe nazionali | Coppe nazionali | Coppe continentali | Coppe continentali | Coppe continentali | Coppe continentali | Coppe continentali | Altre coppe | Altre coppe | Altre coppe | Altre coppe | Altre coppe | Totale | Totale | Totale | Totale | % Vittorie | Piazzamento              |
| Stagione            | Squadra         | Comp            | G          | V          | N          | P          | Comp            | G               | V               | N               | P               | Comp               | G                  | V                  | N                  | P                  | Comp        | G           | V           | N           | P           | G      | V      | N      | P      | %          | Piazzamento              |
| ------------------- | --------------- | --------------- | ---------- | ---------- | ---------- | ---------- | --------------- | --------------- | --------------- | --------------- | --------------- | ------------------ | ------------------ | ------------------ | ------------------ | ------------------ | ----------- | ----------- | ----------- | ----------- | ----------- | ------ | ------ | ------ | ------ | ---------- | ------------------------ |
| 2011-2012           | Vigevano        | Ecc.            | 34         | 12         | 8          | 14         | CI-Ecc.         | ?               | ?               | ?               | ?               | -                  | -                  | -                  | -                  | -                  | -           | -           | -           | -           | -           | 34     | 12     | 8      | 14     | 35,29      | 7º                       |
| 2015                | Amicale         | PD+SL           | 14+6       | 10+4       | 3+2        | 1+0        | SC              | -               | -               | -               | -               | OCL                | 3                  | 2                  | 0                  | 1                  | -           | -           | -           | -           | -           | 23     | 14     | 5      | 2      | 60,87      | Sub., 1º                 |
| feb.-mar. 2016      | Qormi           | PL              | 4          | 0          | 0          | 4          | CM              | -               | -               | -               | -               | -                  | -                  | -                  | -                  | -                  | -           | -           | -           | -           | -           | 4      | 0      | 0      | 4      | &0,00      | Sub., Dimiss.            |
| 2018-2019           | Como            | D               | 34+2       | 28         | 5+2        | 1          | CI+CI-D         | 1+1             | 0+0             | 0+0             | 1+1             | -                  | -                  | -                  | -                  | -                  | -           | -           | -           | -           | -           | 38     | 28     | 7      | 3      | 73,68      | 1º (prom.)               |
| 2019-2020           | Como            | C               | 26         | 7          | 11         | 8          | CI-C            | 2               | 1               | 0               | 1               | -                  | -                  | -                  | -                  | -                  | -           | -           | -           | -           | -           | 28     | 8      | 11     | 9      | 28,57      | 13º                      |
| ago.-dic. 2020      | Como            | C               | 12         | 6          | 3          | 3          | -               | -               | -               | -               | -               | -                  | -                  | -                  | -                  | -                  | -           | -           | -           | -           | -           | 12     | 6      | 3      | 3      | 50,00      | Eson.                    |
| Totale Como         | Totale Como     | Totale Como     | 74         | 41         | 21         | 12         |                 | 4               | 1               | 0               | 3               |                    | -                  | -                  | -                  | -                  |             | -           | -           | -           | -           | 78     | 42     | 21     | 15     | 53,85      |                          |
| 2021-2022           | Vis Pesaro      | C               | 38         | 11         | 12         | 15         | CI-C            | 1               | 0               | 0               | 1               | -                  | -                  | -                  | -                  | -                  | -           | -           | -           | -           | -           | 39     | 11     | 12     | 16     | 28,21      | 11º                      |
| dic. 2022-apr. 2023 | Montevarchi     | C               | 18         | 3          | 5          | 10         | CI-C            | -               | -               | -               | -               | -                  | -                  | -                  | -                  | -                  | -           | -           | -           | -           | -           | 18     | 3      | 5      | 10     | 16,67      | Sub., Eson.              |
| 2023-2024           | Alessandria     | C               | 20         | 5          | 3          | 12         | CI-C            | 1               | 0               | 0               | 1               | -                  | -                  | -                  | -                  | -                  | -           | -           | -           | -           | -           | 21     | 5      | 3      | 13     | 23,81      | Sub., Eson., Sub., Eson. |
| nov. 2024-2025      | Pro Vercelli    | C               | 22         | 5          | 7          | 10         | CI-C            | -               | -               | -               | -               | -                  | -                  | -                  | -                  | -                  | -           | -           | -           | -           | -           | 22     | 5      | 7      | 10     | 22,73      | Sub., 17º                |
| Totale carriera     | Totale carriera | Totale carriera | 230        | 91         | 61         | 78         |                 | 6               | 1               | 0               | 5               |                    | 3                  | 2                  | 0                  | 1                  |             | -           | -           | -           | -           | 239    | 94     | 61     | 84     | 39,33      |                          |

## Palmarès

### Allenatore

#### Competizioni nazionali
- Port Vila Premia Divisen: 1

Amicale: 2014-2015
- Campionato di calcio di Vanuatu: 1

Amicale: 2015

#### Competizioni interregionali
- Serie D: 1

Como: 2018-2019 (Girone B)